# Kurt Erich Schreiber
Kurt Erich Schreiber (ur. 1911, zm. ?) – zbrodniarz hitlerowski, członek załogi obozu koncentracyjnego Flossenbürg i SS-Hauptscharführer.
Członek personelu Flossenbürga od 1941 do lutego 1945 roku, gdzie pełnił służbę jako urzędnik w wydziale odpowiedzialnym za pracę przymusową więźniów, kierownik drużyny roboczej, członek plutonu egzekucyjnego i oficer szkoleniowy rekrutów SS. Schreiber brał udział w licznych masowych egzekucjach, które miały miejsce na terenie Flossenbürga (m.in. w styczniu 1942 roku w rozstrzelaniu ok. 50 jeńców radzieckich). Często maltretował więźniów.
W pierwszym procesie załogi Flossenbürga przed amerykańskim Trybunałem w Dachau za swoje zbrodnie Schreiber skazany został na 20 lat pozbawienia wolności.